# Parc des Musées
Le parc des Musées (en néerlandais : Museumpark) est un parc de Rotterdam, situé entre le musée Boijmans Van Beuningen, le Westersingel (nl), le Westzeedijk (nl) et le complexe du centre médical Érasme, un centre hospitalier universitaire affilié à l'université Érasme de Rotterdam. 
Le parc se trouve sur l'ancien domaine de la famille Van Hoboken (nl), qui logeait dans la villa qui abrite aujourd'hui le musée d'histoire naturelle de Rotterdam. 
Museumpark est aussi le nom de la route qui longe le parc et relie ainsi la Mathenesserlaan (nl) à la Witte de Withstraat. 

## Histoire

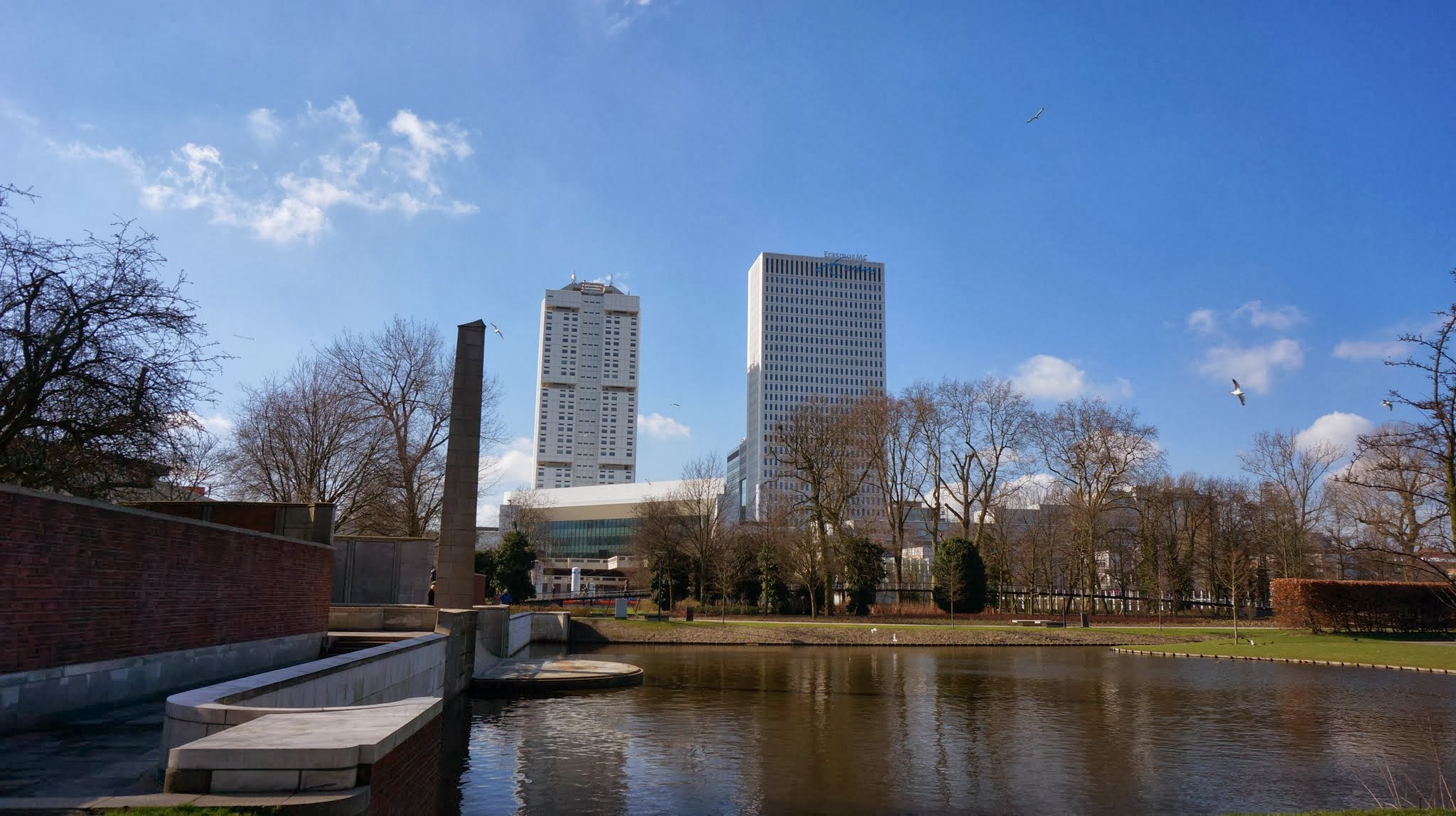
Vue panoramique.

En 1924, la municipalité de Rotterdam achète le Land van Hoboken, le domaine occupé par de la famille d’armateurs Van Hoboken depuis le XIXe siècle. La zone est rebaptisée Dykzigt. La ville s'était déjà développée autour du domaine, ce qui en fait un espace vert rare au cœur de Rotterdam. En 1927, WG Witteveen publie le « plan d'extension municipal de Dykzigt », qui indique comment l’ancien domaine doit être réaménagé. À partir de 1928, le plan d'expansion est progressivement et partiellement mis en œuvre.
En 1929, la partie de la Mathenesserlaan qui traverse le parc est baptisée « Parc du Musée ». La même année, la construction d'un nouveau bâtiment dans le parc destiné à abriter le musée Boijmans Van Beuningen est également commencée. La conception est réalisée par l'architecte municipal Ad Van der Steur. Il conçoit un jardin derrière le musée, avec une roseraie, ainsi que deux étangs. Au sud, un mémorial est installé en mémoire de GJ de Jongh, ancien directeur du département des travaux publics de Rotterdam. Le musée, la roseraie et le mémorial forment un ensemble architectural,.
Au sud du parc, la famille Van Hoboken avait construit sa maison, la Villa Dijkzigt, entre 1849-1852. L'université populaire de Rotterdam s'y installe, qui y ajoute un cinéma et un théâtre en plein air vers 1930,. 
Dans les années 1950, trois événements majeurs ont eu lieu (en partie) dans le parc : Rotterdam Ahoy' en 1950, l’exposition célébrant l’ouverture du nouveau port, la National Energy Manifestation en 1955, et la première Floriade en 1960, une exposition horticole. Une grande partie du réaménagement du parc pour la Floriade est encore visible aujourd'hui. La roseraie derrière le musée Boijmans Van Beuningen a aussi été finalisé pour l'occasion, avec notamment des pergolas conçues par Van den Broek en Bakema.
Le musée d'histoire naturelle est installé dans la Villa Dijkzigt depuis 1987.
Entre 1989 et 1991, le parc des Musées est réaménagé. Le projet de conception du Département du Développement Urbain est élaboré par le cabinet d'architecture OMA, l'architecte paysagiste Yves Brunier et la designer Petra Blaisse. Ils divisent le parc en cinq zones, reliées par deux sentiers pédestres rectilignes, qui traversent également les bâtiments du musée :
- un espace extérieur avec l'ancien bâtiment du NAi (aujourd'hui le New Institute) et un étang,
- une zone avec des pommiers en quinconce (remplacés ensuite par des acacias et des galets blancs,
- un podium surélevé en asphalte pour les événements,
- un espace paysager avec un jardin fleuri, des arbres historiques et une passerelle surélevée avec une rivière de gravier,
- un espace extérieur avec le Kunsthal et le musée d'histoire naturelle[1],[6],[7].

En 2005, un parking souterrain est construit sous la zone événementielle. La zone quadrillée avec des arbres a disparue pour permettre la construction du dépôt du musée Boijmans, construit entre 2017 et 2021. Le parc des Musées est en cours de rénovation depuis 2022, avec notamment le réaménagement de la zone paysagère.
Le site est desservi par la station de métro Eendrachtsplein.
Museumpakr est également le nom de la rue qui traverse le parc et forme ainsi la liaison entre Mathenesserlaan et Witte de Withstraat. La rue porte ce nom depuis 1929, avant cela elle faisait partie de la Mathenesserlaan.

## Musées
Le parc des Musées fait partie du dit « axe d'art » et comprend six musées qui sont situés à distance de marche les uns des autres :
- l'Institut d'architecture des Pays-Bas ;
- le Kunsthal ;
- la Maison Sonneveld (nl) ;
- le musée Boijmans Van Beuningen ;
- le musée Chabot ;
- le musée d'histoire naturelle de Rotterdam.

Le parc abrite diverses œuvres d'art, en en faisant un musée en plein air.  Une roseraie se trouve en face du monument dédié à Gerrit de Jong.